# ŽBK Dynamo Kiev
Zjenskij basketbolnyj kloeb Dynamo Kiev (Oekraïens: Женский баскетбольный клуб Динамо Київ) is een professionele basketbalclub uit Kiev, Oekraïne. Het team speelt in de Oekraïense Basketbal Super Liga. Ten tijde van de Sovjet-Unie werd de clubnaam steevast in het Russisch geschreven als Dinamo Kiev (Динамо Киев).

## Geschiedenis

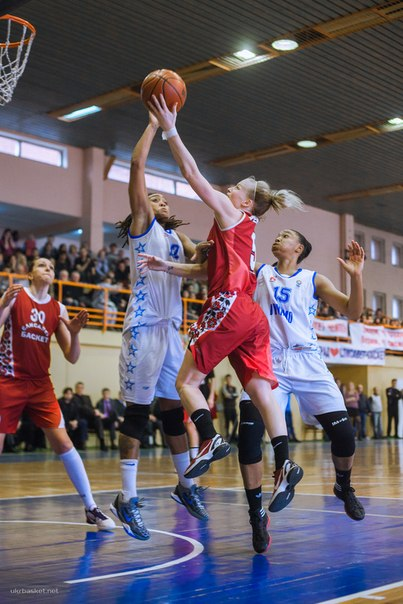
Dynamo-NPU - Jelisavet Basket 73:60.

Dynamo was de eerste club buiten Rusland die kampioen van de Sovjet-Unie werd in 1949. In 1950 wonnen ze de USSR Cup. Het eerste Europese succes was in 1988. Dynamo won de Ronchetti Cup door in de finale Deborah Milano uit Italië met 100-83 te verslaan. In 1991 werd Dynamo voor de tweede keer kampioen van de Sovjet-Unie. In 1992 verloor Dynamo de finale om de EuroLeague Women van Dorna Godella Valencia uit Spanje met 56-66. Wel werd Dynamo kampioen van het GOS in 1992. Dynamo heeft verschillende sponsors gehad, zoals Dynamo Aspro Kiev en Dynamo-NPU Kiev. In 1992, 1993, 1994, 1995, 1996, 2012, 2013, 2015 en 2019 werden ze landskampioen van Oekraïne. In 2019 werden ze Bekerwinnaar van Oekraïne.

## Erelijst
- Landskampioen Sovjet-Unie: 2
  - Winnaar: 1949, 1991
  - Tweede: 1950
  - Derde: 1945

- Bekerwinnaar Sovjet-Unie: 1
  - Winnaar: 1950
  - Runner-up: 1949, 1978

- Landskampioen GOS: 1
  - Winnaar: 1992

- Landskampioen Oekraïne: 9
  - Winnaar: 1992, 1993, 1994, 1995, 1996, 2012, 2013, 2015, 2019
  - Tweede: 1997, 2001, 2002, 2009, 2010, 2016, 2020
  - Derde: 1999, 2004

- Bekerwinnaar Oekraïne: 1
  - Winnaar: 2019
  - Runner-up: 2016

- EuroLeague Women:
  - Runner-up: 1992

- Ronchetti Cup: 1
  - Winnaar: 1988

## Bekende (oud)-spelers
| - - Joelia Boerdina - - Viktorija Desiatnitsjenko - - Oksana Dovhaljoek - - Nelli Fominych - - Halyna Faktorova - - Inna Goerevitsj - - Diana Jaropolova (Sadovnykova) - - Iryna Jevtoesjenko - - Natalja Klymova - - Feodora Kotsjerhina | - - Galina Melnitsjenko - - Ljoedmyla Nazarenko - - Valentina Nazarenko - - Nina Pimenova - - Inesa Pivovarova - - Svitlana Sinkova - - Irina Sjtsjepakina (Romanenko) - - Zoja Stasjoek - - Maryna Tkatsjenko - - Olena Zjyrko | - - Olena Vechova - - Olena Verhoen - - Roeslana Kyrytsjenko - Viktorija Navrotska - Olena Oberemko - Natalja Siljanova - Olga Sjachova |

## Bekende (oud)-coaches
| - - Mirkijan Egorov (1947-1953) - - Nelli Fominych (1977-1985) - - Anatolij Petrosjan - - Vladlen Morsjtsjinin - - Volodymyr Ryzhov - - Ljoedmyla Nazarenko (1997-2002) |